# Monofoni
Inden for musik er monofoni den mest simple tekstur bestående af melodi uden akkompagnerende harmonier. Dette kan realiseres som kun en tone af gangen eller med den samme tone duplikeret i oktaven (som det ofte sker når mænd og kvinder synger sammen). Hvis hele melodien synges af to stemmer eller af et kor med et interval mellem tonerne - kaldet unisont - siges det også at være monofont eller homofont.
Monofone musikinstrumenter er instrumenter, der kun kan producere en tone af gangen. Dette gælder de fleste messingblæse- og træblæseinstrumenter; dog med visse undtagelser, da der især i nyere tid er blevet eksperimenteret med multiphonics (en extended technique).
| Musik | Spire Denne musikartikel er en spire som bør udbygges. Du er velkommen til at hjælpe Wikipedia ved at udvide den. |